# 수색차량사업소
수색차량사업소(水色車輛事業所) 및 서울차량사업소(서울車輛事業所)는 서울특별시 은평구 수색동과 마포구 상암동에 있는 차량기지다. 두 차량기지는 직제상 별개 사업소이나 수색역 구내에 있다. 구내 차량사업소 외 서울기관차승무사업소와 택배, 시멘트 회사 철도 물류센터도 있고 서쪽 끝에는 회차를 위한 루프선이 있으며 디지털미디어시티역도 가까이 있으나 선로가 연결되지는 않는다. 본 차량기지와 수색역에 수색역 복합환승센터가 건립 예정이다. ITX-새마을호는 심야에 15편성이 주박한다.

## 서울차량사업소
객·화차의 정비를 맡고 있는 곳으로 주로 서울역, 용산역에서 시종착한 ITX-새마을, 무궁화호 열차의 입·출고를 담당하며 화차 입·출고도 가끔 담당한다. 단, KTX의 입출고는 수도권철도차량정비단에서 담당한다.

## 수색차량사업소
기관차 정비를 담당하며, 배치소속이기도 하다. 또한 퇴역한 노후 기관차 및 객차의 보관을 하기도 한다.

## 배선도
수색차량사업소와 수색역의 배선도는 다음과 같다.

## 같이 보기
- 차량기지